# Vicia benghalensis
Vicia benghalensis là một loài vetch bản địa nam châu Âu, Bắc Phi và các hòn đảo gần đó và được sử sụng trong nông nghiệp ở một số nơi và có thể xuất hiện trong tự nhiên dưới dạng cây du nhập. Chúng là cây thảo với rễ leo bao quanh bởi lông rậm.

## Hình ảnh

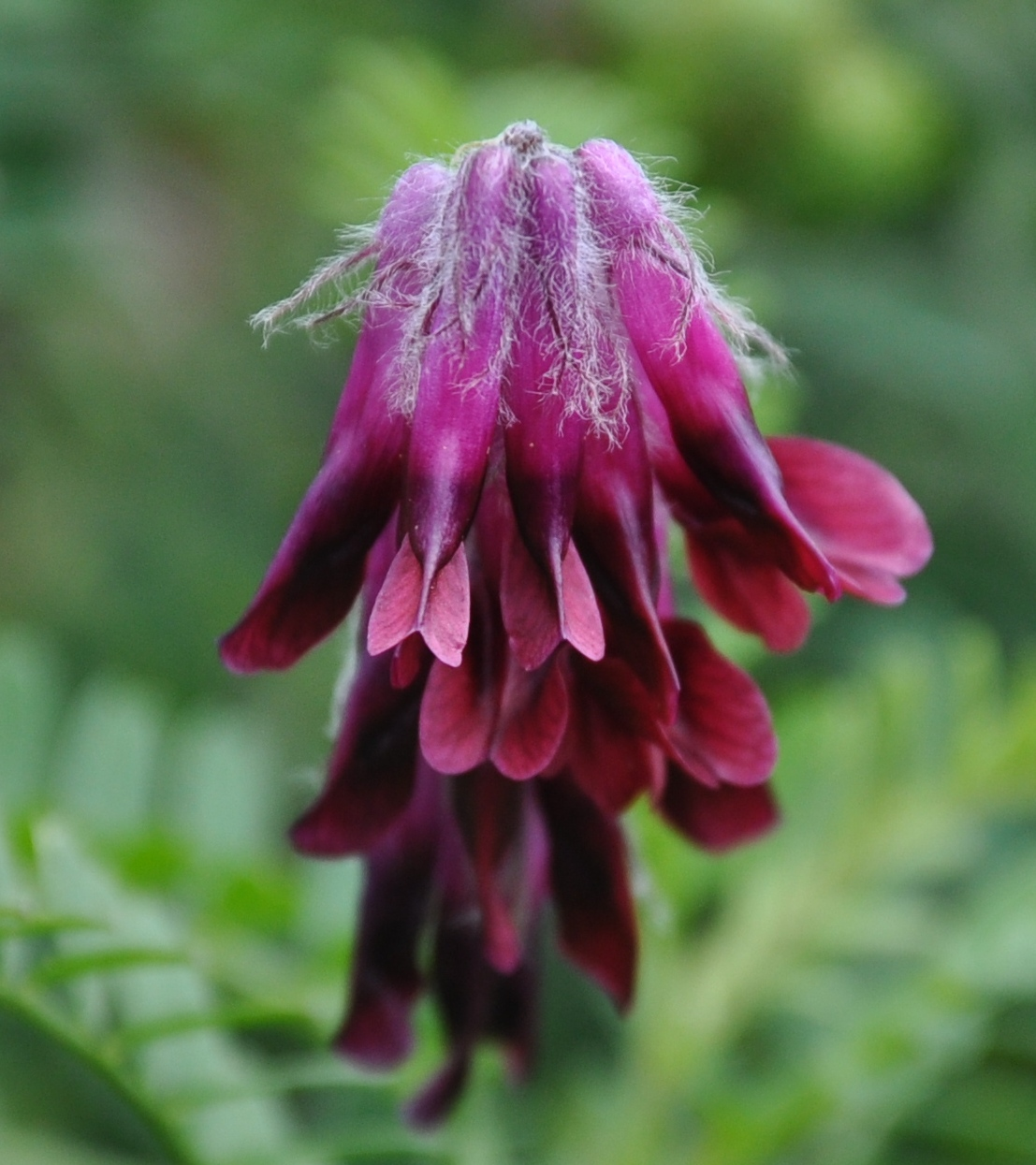
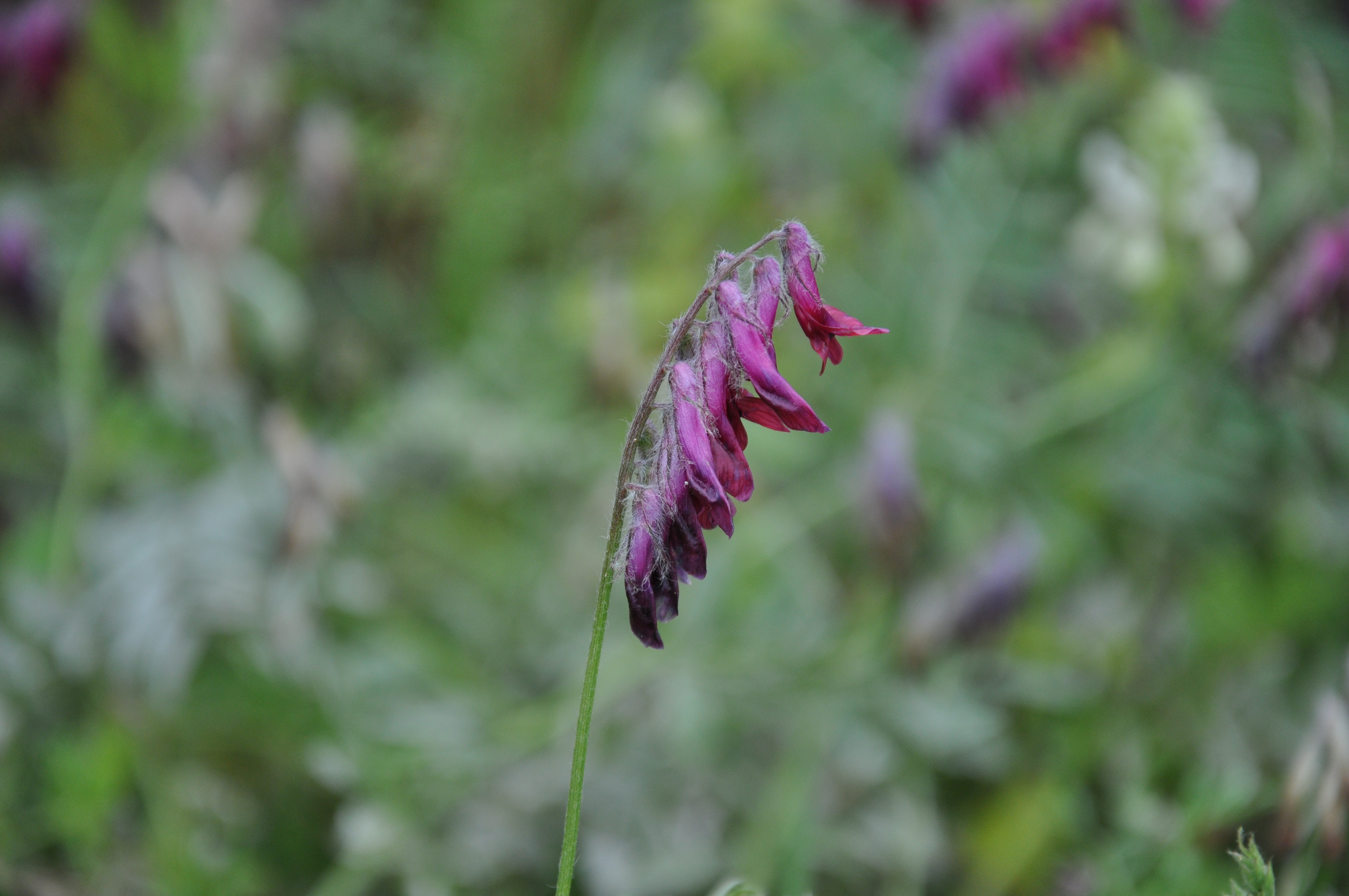
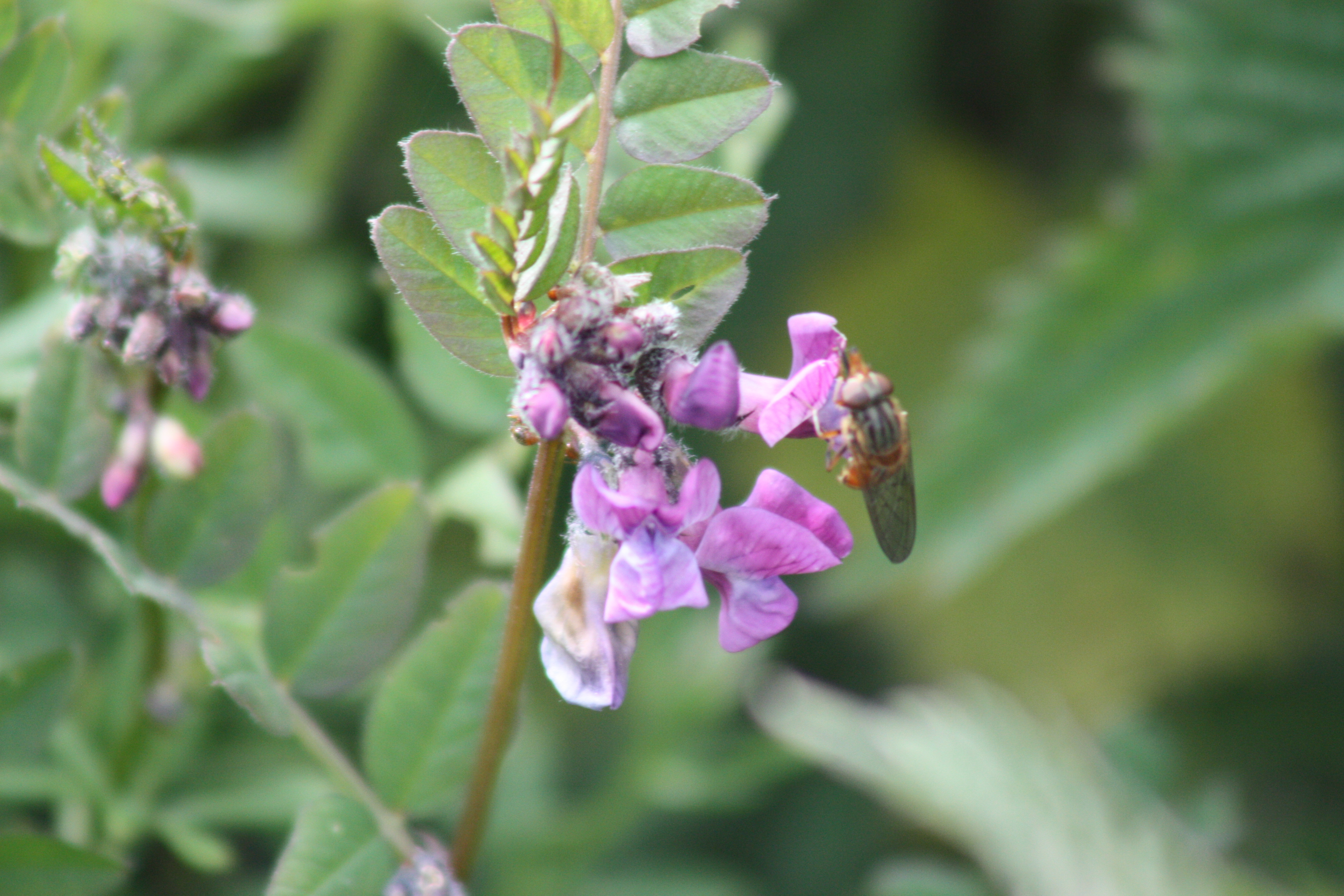
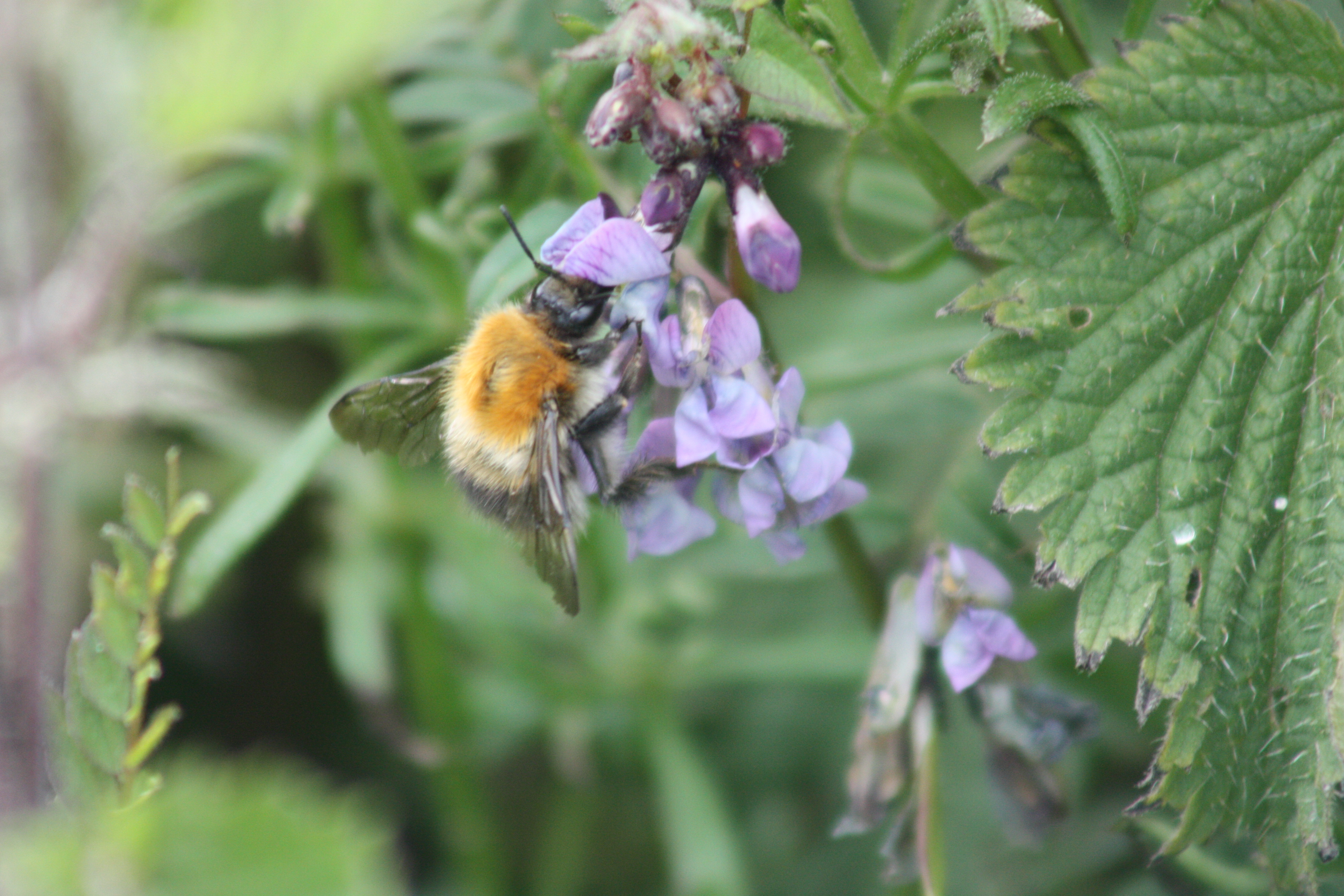